# West Indies Cricket Team in Südafrika in der Saison 2003/04
Die Tour des West Indies Cricket Teams nach Südafrika in der Saison 2003/04 fand vom 12. Dezember bis zum 4. Februar 2003 statt. Die internationale Cricket-Tour war Bestandteil der Internationalen Cricket-Saison 2003/04 und umfasste vier Tests und fünf ODIs. Südafrika gewann die Test-Serie 3–0 und die ODI-Serie 3–1.

## Vorgeschichte
Südafrika spielte zuvor eine Tour in Pakistan, die West Indies in Simbabwe.
Das letzte Aufeinandertreffen der beiden Mannschaften bei einer Tour fand in der Saison 200/01 in den West Indies statt.

## Stadien
Die folgenden Stadien wurden für die Tour als Austragungsort vorgesehen.
| Stadion                  | Stadt          | Kapazität | Spiele          |
| ------------------------ | -------------- | --------- | --------------- |
| Centurion Park           | Centurion      | 22.000    | 4. Test; . ODI  |
| Sahara Stadium Kingsmead | Durban         | 25.000    | 2. Test; 3. ODI |
| Wanderers Stadium        | Johannesburg   | 34.000    | 1. Test; 5. ODI |
| Newlands Cricket Ground  | Kapstadt       | 25.000    | 3. Test; 1. ODI |
| Sahara Oval St George’s  | Port Elizabeth | 19.000    | 2. ODI          |

## Kaderlisten
Südafrika benannte seinen Test-Kader am 6. Dezember 2003 und seinen ODI-Kader am 20. Januar 2004.
Die West Indies benannten ihren ODI-Kader am 12. Januar 2004.
| Test | Test | ODI | ODI |
| Südafrika | West Indies | Südafrika | West Indies |
| --- | --- | --- | --- |
| - Graeme Smith (K) - Paul Adams - Mark Boucher (wk) - Herschelle Gibbs - Andrew Hall - Jacques Kallis - Gary Kirsten - Neil McKenzie - André Nel - Makhaya Ntini - Robin Peterson - Shaun Pollock - Jacques Rudolph - Martin van Jaarsveld | - Brian Lara (K) - Carlton Baugh - Shivnarine Chanderpaul - Corey Collymore - Vasbert Drakes - Mervyn Dillon - Fidel Edwards - Daren Ganga - Chris Gayle - Wavell Hinds - Ridley Jacobs (wk) - Dave Mohammed - Adam Sanford - Ramnaresh Sarwan - Dwayne Smith | - Graeme Smith (K) - Mark Boucher (wk) - Herschelle Gibbs - Boeta Dippenaar - Jacques Kallis - Lance Klusener - André Nel - Makhaya Ntini - Robin Peterson - Shaun Pollock - Jacques Rudolph | - Brian Lara (K) - Shivnarine Chanderpaul - Corey Collymore - Mervyn Dillon - Vasbert Drakes - Chris Gayle - Ryan Hurley - Ridley Jacobs (wk) - Ricardo Powell - Ravi Rampaul - Ramnaresh Sarwan - Dwayne Smith |

## Tour Matches
| 3. Dezember Scorecard | Kapstadt | West Indians 241-4 (45)          | – | Nicky Oppenheimer XI 229-5 (45) |
|                       |          | West Indians gewinnt mit 12 Runs |   |                                 |

| 5. – 8. Dezember Scorecard | Bloemfontein | West Indians 618 (168.3) & 289-3d (69.2) | – | Free State 264 (78.1) & 97-2 (32) |
|                            |              | Remis                                    |   |                                   |

| 19. – 22. Dezember Scorecard | Johannesburg | West Indians 278 (71) & 168-3 (42.1) | – | Border 251 (60.4) |
|                              |              | Remis                                |   |                   |

| 9. – 12. Januar Scorecard | Benoni | West Indians 334 (74.1) & 263 (86.2) | – | Easterns 313 (88.4) & 251 (82.5) |
|                           |        | West Indians gewinnt mit 33 Runs     |   |                                  |

| 23. Januar Scorecard | Paarl | West Indians 230-8 (50)          | – | South Africa A 165 (45.3) |
|                      |       | West Indians gewinnt mit 65 Runs |   |                           |

## Tests

### Erster Test in Johannesburg
| 12. – 16. Dezember Scorecard | Johannesburg | Südafrika 561 (148.4) & 226-6d (63) | – | West Indies 410 (133.5) & 188 (51) |
|                              |              | Südafrika gewinnt mit 189 Runs      |   |                                    |

### Zweiter Test in Durban
| 26. – 29. Dezember Scorecard | Durban | West Indies 264 (77.5) & 329 (113)              | – | Südafrika 658-9d (166.2) |
|                              |        | Südafrika gewinnt mit einem Innings und 65 Runs |   |                          |

### Dritter Test in Kapstadt
| 2. – 6. Januar Scorecard | Kapstadt | Südafrika 532 (145) & 335-3d (76) | – | West Indies 427 (112.1) & 354-5 (100) |
|                          |          | Remis                             |   |                                       |

### Vierter Test in Centurion
| 16. – 20. Januar Scorecard | Centurion | Südafrika 604-6d (158) & 46-0 (3.4) | – | West Indies 301 (82.2) & 348 (106.4) (f/o) |
|                            |           | Südafrika gewinnt mit 10 Wickets    |   |                                            |

## One-Day Internationals

### Erstes ODI in Kapstadt
| 25. Januar Scorecard | Kapstadt | Südafrika 263-4 (50)           | – | West Indies 54 (23.2) |
|                      |          | Südafrika gewinnt mit 209 Runs |   |                       |

### Zweites ODI in Port Elizabeth
| 28. Januar Scorecard | Port Elizabeth | Südafrika 179-7 (50)          | – | West Indies 163 (42.4) |
|                      |                | Südafrika gewinnt mit 16 Runs |   |                        |

### Drittes ODI in Durban
| 30. Januar Scorecard | Durban | West Indies 147-8 (40/40) | – | Südafrika 15-1 (5/40) |
|                      |        | No Result                 |   |                       |

### Viertes ODI in Centurion
| 1. Februar Scorecard | Centurion | Südafrika 297-4 (50)              | – | West Indies 300-3 (45) |
|                      |           | West Indies gewinnt mit 7 Wickets |   |                        |

### Fünftes ODI in Johannesburg
| 4. Februar Scorecard | Johannesburg | West Indies 304-2 (50)          | – | Südafrika 310-6 (49.4) |
|                      |              | Südafrika gewinnt mit 4 Wickets |   |                        |

## Statistiken
Die folgenden Cricketstatistiken wurden bei dieser Tour erzielt.
| Tests            | Tests       | Tests   | Tests   | Tests   | Tests   | Tests   | Tests   | Tests   |
| Batting          | Batting     | Batting | Batting | Batting | Batting | Batting | Batting | Batting |
| Spieler          | Mannschaft  | Spiele  | Innings | Runs    | Average | HS      | 100s    | 50s     |
| ---------------- | ----------- | ------- | ------- | ------- | ------- | ------- | ------- | ------- |
| Jacques Kallis   | Südafrika   | 4       | 6       | 712     | 178,00  | 177     | 4       | 1       |
| Herschelle Gibbs | Südafrika   | 4       | 7       | 583     | 116,60  | 192     | 3       | 1       |
| Brian Lara       | West Indies | 4       | 8       | 531     | 66,37   | 202     | 2       | 2       |
| Graeme Smith     | Südafrika   | 4       | 7       | 418     | 69,66   | 139     | 2       | 0       |
| Ramnaresh Sarwan | West Indies | 4       | 8       | 392     | 49,00   | 119     | 2       | 1       |
| Bowling          |             |         |         |         |         |         |         |         |
| Spieler          | Mannschaft  | Spiele  | Overs   | Wickets | Average | BBI     | 5W      | 10W     |
| Makhaya Ntini    | Südafrika   | 4       | 186.5   | 29      | 21,37   | 5/49    | 3       | 0       |
| Andre Nel        | Südafrika   | 4       | 159.4   | 22      | 23,18   | 5/87    | 1       | 0       |
| Shaun Pollock    | Südafrika   | 4       | 181.2   | 16      | 29,00   | 4/31    | 0       | 0       |
| Fidel Edwards    | West Indies | 4       | 134.4   | 8       | 81,00   | 3/132   | 0       | 0       |
| Adam Sanford     | West Indies | 2       | 83.2    | 7       | 48,57   | 4/132   | 0       | 0       |

| ODIs                   | ODIs        | ODIs    | ODIs    | ODIs    | ODIs    | ODIs    | ODIs    | ODIs    |
| Batting                | Batting     | Batting | Batting | Batting | Batting | Batting | Batting | Batting |
| Spieler                | Mannschaft  | Spiele  | Innings | Runs    | Average | HS      | 100s    | 50s     |
| ---------------------- | ----------- | ------- | ------- | ------- | ------- | ------- | ------- | ------- |
| Jacques Kallis         | Südafrika   | 5       | 5       | 361     | 180,50  | 139     | 2       | 1       |
| Shivnarine Chanderpaul | West Indies | 5       | 5       | 210     | 42,00   | 92      | 0       | 2       |
| Chris Gayle            | West Indies | 5       | 5       | 192     | 48,00   | 152*    | 1       | 0       |
| Graeme Smith           | Südafrika   | 5       | 5       | 170     | 34,00   | 58      | 0       | 2       |
| Ricardo Powell         | West Indies | 5       | 5       | 160     | 40,00   | 50      | 0       | 1       |
| Bowling                |             |         |         |         |         |         |         |         |
| Spieler                | Mannschaft  | Spiele  | Overs   | Wickets | Average | BBI     | 5W      | 10W     |
| Shaun Pollock          | Südafrika   | 5       | 44      | 8       | 17,25   | 4/26    | 0       | 0       |
| Lance Klusener         | Südafrika   | 5       | 37      | 7       | 26,14   | 3/9     | 0       | 0       |
| Jacques Kallis         | Südafrika   | 5       | 20      | 6       | 17,50   | 3/8     | 0       | 0       |
| Corey Collymore        | West Indies | 5       | 42      | 6       | 36,00   | 3/25    | 0       | 0       |
| Ravi Rampaul           | West Indies | 4       | 28      | 4       | 34,50   | 2/56    | 0       | 0       |
| Makhaya Ntini          | Südafrika   | 5       | 36      | 4       | 38,75   | 3/15    | 0       | 0       |

## Player of the Series
Als Player of the Series wurden die folgenden Spieler ausgezeichnet.
| Serie | Player of the Series |
| ----- | -------------------- |
| Test  | Makhaya Ntini        |
| ODI   | Jacques Kallis       |

### Player of the Match
Als Player of the Match wurden die folgenden Spieler ausgezeichnet.
| Spiel   | Player of the Match    |
| ------- | ---------------------- |
| 1. Test | Makhaya Ntini          |
| 2. Test | Jacques Kallis         |
| 3. Test | Jacques Kallis         |
| 4. Test | Herschelle Gibbs       |
| 1. ODI  | Jacques Kallis         |
| 2. ODI  | Boeta Dippenaar        |
| 4. ODI  | Shivnarine Chanderpaul |
| 5. ODI  | Jacques Kallis         |